# 막스 덴
막스 빌헬름 덴(독일어: Max Wilhelm Dehn, 1878년 11월 13일 ~ 1952년 6월 27일)은 독일 태생 미국의 수학자이다. 다비트 힐베르트의 제자였으며, 기하학과 위상수학, 기하학적 군론에 큰 공헌을 하였다.

## 생애
독일 함부르크에서 태어났다. 수학에서 당시 세계 최고 대학이었던 괴팅겐 대학교에서 다비트 힐베르트 아래 기하학을 공부하였다. 다각형에 대한 조르당 곡선 정리를 1899년 증명하였고, 1900년에는 사케리-르장드르 정리(Saccheri–Legendre theorem)를 공리기하학적으로 다루는 박사 학위 논문을 집필하였다.
1900년부터 1911년까지 뮌스터 대학교에 연구원으로 있었다. 1900년 하빌리타치온 논문으로 힐베르트의 문제 제3번을 풀었다.
1912년 8월 23일 아내 앙투안 라나우(Antoine Lanau)와 혼인하였다. 1922년에는 프랑크푸르트 대학교로 옮겼다.
1935년에 나치 독일의 반유대인 정책으로 강제 퇴임하였다. 1939년 1월에 덴마크 코펜하겐으로 탈출하였고, 그 뒤 노르웨이 트론헤임으로, 1940년 10월에는 일본과 시베리아를 통하여 미국으로 망명하였다.
미국에서 덴은 아이다호 주립 대학교(당시 아이다호 남부 대학교(Idaho Southern University)에 교수직을 얻었다. 1942년에는 일리노이 공과대학교로, 1943년에는 메릴랜드주 아나폴리스에 있는 세인트존스 대학교(St. John's College)로 옮겼다.
1945년 1월에는 실험학교였던 블랙마운틴 대학교(Black Mountain College)로 옮겼다. 블랙마운틴 대학교의 유일한 수학자였다고 전해진다. 이 곳에서 덴은 수학, 철학, 그리스어, 이탈리아어를 가르쳤다. 특히 덴이 가르친 "화가를 위한 기하학"(Geometry for Artists) 과목이 유명하였다.
1952년 블랙마운틴에서 색전증으로 사망하였다.

## 참고 문헌
- Max Dehn, Papers on group theory and topology. Translated from the German and with introductions and an appendix by John Stillwell. With an appendix by Otto Schreier. Springer-Verlag, New York, 1987. viii+396 pp. ISBN 0-387-96416-9
- Sher R. B., Max Dehn and Black Mountain College 보관됨 2019-10-23 - 웨이백 머신, The Mathematical Intelligencer, Vol. 16, No. 1, 1994.
- Peifer, D.,. “Max Dehn: An Artist among Mathematicians and a Mathematician among Artist”. 《Black Mountain College Studies Journal》.
- Max Dehn
- “Max W. Dehn”. 《수학 계보 프로젝트》 (영어). 미국 수학회.
- O’Connor, John J.; Robertson, Edmund F. (1997년 4월). “Max Wilhelm Dehn”. 《MacTutor History of Mathematics Archive》 (영어). 세인트앤드루스 대학교.
- Dehn's archive (University of Texas at Austin)
- Dawson, John W., Jr. (2002년 10월). “Max Dehn, Kurt Gödel, and the Trans-Siberian Escape Route” (PDF). 《Notices of the American Mathematical Society》 49 (9): 1068–1075.